# Storasjön, Västergötland
Storasjön är en sjö i Falkenbergs kommun och Svenljunga kommun i Västergötland och ingår i Ätrans huvudavrinningsområde. Sjön är 24 meter djup, har en yta på 2,18 kvadratkilometer och befinner sig 139,2 meter över havet. Sjön avvattnas av vattendraget Kvarnabäcken. Vid provfiske har bland annat abborre, gädda, mört och siklöja fångats i sjön.

## Delavrinningsområde
Storasjön ingår i det delavrinningsområde (634992-132700) som SMHI kallar för Utloppet av Storasjön. Medelhöjden är 159 meter över havet och ytan är 19,32 kvadratkilometer. Det finns ett avrinningsområde uppströms, och räknas det in blir den ackumulerade arean 22,92 kvadratkilometer. Kvarnabäcken som avvattnar avrinningsområdet har biflödesordning 2, vilket innebär att vattnet flödar genom totalt 2 vattendrag innan det når havet efter 74 kilometer. Avrinningsområdet består mestadels av skog (72 %). Avrinningsområdet har 2,32 kvadratkilometer vattenytor vilket ger det en sjöprocent på 12 %.

## Fisk
Vid provfiske har följande fisk fångats i sjön:
- Abborre
- Gädda
- Mört
- Siklöja
- Sutare